# Monotaxis grandoculis

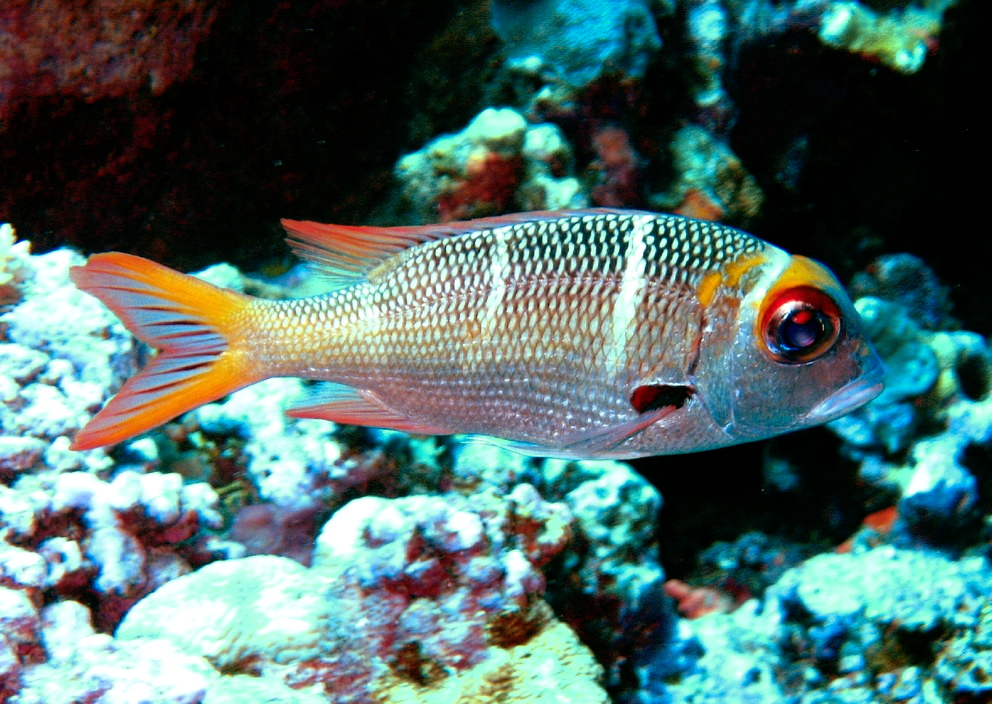
Exemplar fotografiat al mar del Corall.

Monotaxis grandoculis és una espècie de peix pertanyent a la família dels letrínids i l'única del gènere Monotaxis.

## Descripció
- Pot arribar a fer 60 cm de llargària màxima (normalment, en fa 40) i 5.890 g de pes.
- 10 espines i 10 radis tous a l'aleta dorsal i 3 espines i 9 radis tous a l'anal.
- El cos és generalment de gris blavós a blanquinós a la zona ventral.
- Els llavis són de color entre groc i rosat.
- L'àrea al voltant dels ulls és sovint de color groc o taronja.
- Les membranes de les aletes poden ésser clares o fosques, però sovint de color vermellós a groc-taronja.
- L'aleta caudal té normalment radis negrosos, els quals contrasten amb la part membranosa més pàl·lida de l'aleta.
- Una franja negra i vertical li travessa l'ull.[3][4][5]

## Alimentació
Menja durant la nit principalment gastròpodes, ofiuroïdeus i eriçons de mar i, en menor grau, pagúrids i d'altres crancs, poliquets, tunicats i cogombres de mar.

## Hàbitat
És un peix marí, associat als esculls i de clima tropical (35°N-30°S, 32°E-130°W) que viu entre 1 i 100 m de fondària (normalment, entre 5 i 30).

## Distribució geogràfica
Es troba des del mar Roig i l'Àfrica oriental fins a les illes Hawaii, el sud-est d'Oceania, el Japó i Austràlia. Ha començat a colonitzar la Mediterrània oriental a través del Canal de Suez.

## Costums
És bentopelàgic.

## Observacions
És inofensiu per als humans i es comercialitza fresc (tot i que n'hi ha informes d'intoxicacions per ciguatera, en particular a les Illes Marshall).